# グレイ・デリスル
グレイ・デリスル（Grey DeLisle、グライ・デライルとも。1973年8月24日 - ）は、アメリカ合衆国の女性シンガーソングライター、コメディアン、声優。声優としての代表作は『Hi Hi Puffy AmiYumi』のユミ、『ビリー&マンディ』のマンディなど。グレイ・グリフィン（Grey Griffin）の名義でも活動している。

## 人物

### 幼少期
Erin Grey Van Oosbreeとして、カリフォルニア州フォートオードに生まれた彼女はアイルランド人、オランダ人、フランス人、メキシコ人、そしてヒスパニックの血を引いている。
彼女の母親は薬物中毒だったため、ティト・プエンテと共演経験のある声楽家である祖母Eva Flores Ruthに育てられた。
彼女はゴシック・ロックバンドザ・キュアーのファンだったが、新生ペンテコステ派になった母親から俗っぽい曲を聴くことを制限された。
10代後半になった彼女はゴスペルを歌いだし、親友の勧めでスタンダップ・コメディの世界に入った。そのときの彼女のネタのひとつに声帯模写があり、これがきっかけで声優の世界に入った。1994年、英語版『クレヨンしんちゃん』で風間君とまつざか先生を演じるという形で声優デビューを果たした。

### 私生活
2002年、数か月間遠距離恋愛をしていたw:Old 97'sのベーシストマリー・ハモンド(Murry Hammond)と結婚した。彼らはTLCの番組『w:A Wedding Story』に出演。2007年1月31日、カリフォルニア州ロサンゼルスにて第1子Jefferson Texas "Tex" Hammondが生まれた。

## ディスコグラフィー
- 2000：ザ・スモールタイム
- 2002：ホームレッカー
- 2003：ブートレガーVol.1
- 2004：ザ・グレースフル・ゴースト
- 2005：アイロン・フラワーズ、ロガーヘッズ・サウンドトラック

## 出演作品

### テレビアニメ
- 悪魔バスター★スター・バタフライ（ムーン・バタフライ）
- アバター 伝説の少年アン（アズラ王女、ター・ミン〈第46話〉、カヤ〈第56話〉、舞台版カタラ〈第57話〉）
- アフロサムライ（お雪）
- 『インサイド・ヘッド』の世界より:ライリーの夢の製作スタジオ（ピラール）
- ウィッチ -W.I.T.C.H.-（ミランダ）
- Oops!フェアリーペアレンツ（ヴィッキー）
- クレヨンしんちゃん（風間トオル、まつざか梅）※Vitello版
- KND ハチャメチャ大作戦（リジー・デヴァイン）
- ザ・シンプソンズ（シェリー・マックルベリー〈2代目〉、テリー・マックルベリー〈2代目〉、マーティン・プリンス〈2代目〉、ユーター・ゾーカー〈2代目〉、マーサ・プリンス〈2代目〉、ライリー、フレンチフライ、女性バーのお客様、空港通行人#2、空港通行人#4）※シーズン31#6以降
- ザ・バットマン（メアリー・グレイソン、アマンダ）
- サムライジャック（ジョセフィン）
- ザ・リプレイス 大人とりかえ作戦（ライリー・ユージン・ディアリング）
- 邪悪なコンカルネ（ガストリー少佐）
- ショーリン・ショーダウン（トホミコ・キミコ）
- シーラとプリンセス戦士（マダム・ラッズ）
- スター・ウォーズ クローン大戦（パドメ・アミダラ、シャク・ティ、アサージ・ヴェントレス[1]）
- スペクタキュラー・スパイダーマン（ベティー・ブラント）
- ダニー・ファントム（サム）
- Hi Hi Puffy AmiYumi（ユミ・ヨシムラ、ジャンケン、ユミ・ロボット、邪悪なユミ）
- バットマン:ブレイブ&ボールド（ファイアー、ブラックキャナリー）
- パワーパフガールズ（ファム・ファタール）
- ビリー&マンディ（マンディ、シス、TVアナウンサー、子供1、モンスター2、ガストリー少佐 他）
  - ビリー&マンディの大冒険（マンディ、マンディロイド）
- フォスターズ・ホーム（フランキー、ダッチス、グー、ベリー、マックの母、マンディ 他）
- ブランディ アンド Mr.ウィスカーズ（ジョーイ）
- キャンプ・コーラル:スポンジ・ボブのアンダーイヤー（プレダ・トリー、ビック・ロキシー、エルウッド 、キャンパー 他）
- ベン10（グウェンが変身したヒートブラスト、カミーユ、カミーユの母）
- Megas XLR（エイリアンの女1、老婆）
- Nutri-Ventures（ニュートリ ベンチャーズ - テオの7つの冒険）
- ザ・ラウド・ハウス（ローラ・ラウド、ラナ・ラウド、リリィ・ラウド）
- LEGO スター・ウォーズ/フリーメーカーの冒険（ナアレ、マズ・カナタ）

### 劇場版アニメ
- パワーパフガールズ・ザ・ムービー（リンダ）
- アステリックスとヴァイキング（ボーンマイン）
- プレーンズ
- 2分の1の魔法（デュードロップ）

### OVA
- アルティメット・アベンジャーズ（ワスプ / ジャネット・ヴァン・ダイン）
- ティンカー・ベルと月の石（リリア、ナレーター）
- リトル・マーメイドIII はじまりの物語（アリスタ）

### ゲーム
- アークザラッド 精霊の黄昏（リリア）
- ビリー&マンディ（マンディ）
- Crash of the Titans（ブラト・ガル）
- Doom 3（コンピューターの声）
- ファイナルファンタジーX-2（プクタック）
- マーベル VS. カプコン:インフィニット（キャプテン・マーベル）
- ロボッツ（キュピー）
- ベヨネッタ（ジャンヌ）

### 実写映画
- トランスフォーマー/リベンジ（アーシーの声）
- バンブルビー（アーシーの声）